# Brian Young (Filmproduzent)
Brian Young ist ein Filmproduzent.

## Karriere
Young begann seine Filmkarriere 2004 als Produzent von Das Herz ist eine hinterlistige Person. Darauf folgten weitere Hollywoodproduktionen wie The Runaways von 2010, Arbitrage – Macht ist das beste Alibi von 2012 und im selben Jahr Um jeden Preis – At Any Price. Er gründete 2014 das Produktionsunternehmen ArtForm, schloss sich aber bereits 2016 Three Six Zero an. Im Jahr 2018 arbeitete er erstmals mit Brady Corbet am Filmdrama Vox Lux zusammen. Schließlich arbeiteten sie 2024 erneut zusammen, woraus das Filmepos Der Brutalist entstand. Dafür ist Young mit D. J. Gugenheim, Andrew Morrison und Nick Gordon bei der Oscarverleihung 2025 für den Besten Film nominiert. Dabei gehörte er zu den Produzenten, deren Name erst verspätet bekannt gegeben wurde.

## Filmografie
- 2004: Das Herz ist eine hinterlistige Person (The Heart Is Deceitful Above All Things)
- 2008: Informers
- 2010: The Runaways
- 2012: Arbitrage – Macht ist das beste Alibi
- 2012: Um jeden Preis – At Any Price
- 2014: Life After Beth
- 2015: The Childhood of a Leader
- 2018: Vox Lux
- 2024: Der Brutalist (The Brutalist)

## Auszeichnungen
- 2025: CIC-Award-Nominierung in der Kategorie Bester Independentfilm für Der Brutalist
- 2025: NDFS-Award-Nominierung in der Kategorie Bester Film für Der Brutalist
- 2025: Gold-Derby-Award-Nominierung in der Kategorie Bester Film für Der Brutalist
- 2025: BAFTA-Nominierung in der Kategorie Bester Film für Der Brutalist
- 2025: Oscar-Nominierung in der Kategorie Bester Film für Der Brutalist